# 松原新一
松原 新一（まつばら しんいち、1940年1月22日 - 2013年8月13日）は、文芸評論家。久留米大学文学部名誉教授。本名・江頭肇（えがしら はじめ）。

## 人物
兵庫県神戸市出身。京都大学教育学部卒業。1964年、「亀井勝一郎論」で第7回群像新人文学賞評論部門受賞。1993年久留米大学教授。2010年定年、名誉教授。左翼的な立場にたち、内向の世代論争では内向の世代の自閉を批判した。
2013年8月13日、膵臓癌のため福岡県久留米市の病院で死去。73歳没。
長女は脚本家の江頭美智留。

## 来歴
大阪文学学校チューター、神戸大学教育学部助教授を経て、2010年まで久留米大学文学部教授。
1993年から96年まで読売新聞で文藝時評を担当した。
初期の富島健夫批判者として知られる。

## 著書
- 『沈黙の思想』講談社 1966
- 『大江健三郎の世界』講談社 1967
- 『文学的勇気』洛神書房 1969
- 『武田泰淳論』審美社 1970 (戦後作家論叢書)
- 『転向の論理』講談社 1970
- 『文学 荒野を幻視するもの』サンリオ出版 1973
- 『さすらいびとの思想  人としてどう生きるか』学習研究社　1973
- 『「愚者」の文学』冬樹社 1974
- 『怠惰の逆説 広津和郎の人生と文学』講談社 1998
- 『幻影のコンミューン 「サークル村」を検証する』創言社 2001

### 共編著
- 『戦後日本文学史・年表』講談社、1979 - 磯田光一、秋山駿と共著
- 『原点が存在する 谷川雁詩文集』編集 講談社文芸文庫 2009
- 『70年代の金時鐘論 日本語を生きる金時鐘とわれらの日々』倉橋健一共著 砂子屋書房 2010
- 『丸山豊の声 輝く泥土の国から』編著 弦書房 2012